# ゆうばりホテルシューパロ
ゆうばりホテルシューパロは北海道夕張市にある、夕張リゾートが運営していたホテル。現在は休業している。

## 概要
8階建ての鉄骨鉄筋コンクリート造りの建物である。夕張唯一の百貨店であった丸丹おかむらの跡に建てられている。ゆうばり国際ファンタスティック映画祭の会場の一つともなっている。
夕張リゾートが運営するマウントレースイスキー場、マウントレースイからは、1.3kmほど離れている。スキー場営業期間は送迎がある。
2020年（令和2年）3月からは新型コロナウイルスの感染拡大に伴い休業に入った。同年夏にはレストランでのイベント開催や期間限定オープンなどを実施したが、当施設を運営する夕張リゾートが今後の事業継続は困難になったとして、同年12月24日付けで破産申し立てを行うことを発表した。所有会社の代理人は、施設の痛みが激しいため2021年（令和3年）冬季の営業再開は困難としている。

## 沿革
- 1986年（昭和61年）10月、ホテルシューパロが開業する[2]。
- 1989年（平成元年）10月、改装工事が完成する[2]。
- 1992年（平成4年）10月、松下電器系列の松下興産が、ホテルシューパロを買収する[9]。
- 1996年（平成8年）7月、夕張市が、松下興産から、ホテルシューパロを20億円で買収し、夕張観光開発が経営を承継する[9]。
- 2007年（平成19年）4月、加森観光の子会社の夕張リゾートが、指定管理者を承継し、営業を再開する[10]。
- 2017年（平成29年）4月、中国系の元大夕張リゾートが営業を承継。
- 2020年（令和2年）
  - 3月、新型コロナウイルス感染拡大に伴い休業[3]。
  - 8月8日 - 15日、期間限定オープンを実施[6]。
  - 12月24日、夕張リゾートが破産[7]。